# Anny Chantal Levasseur-Regourd

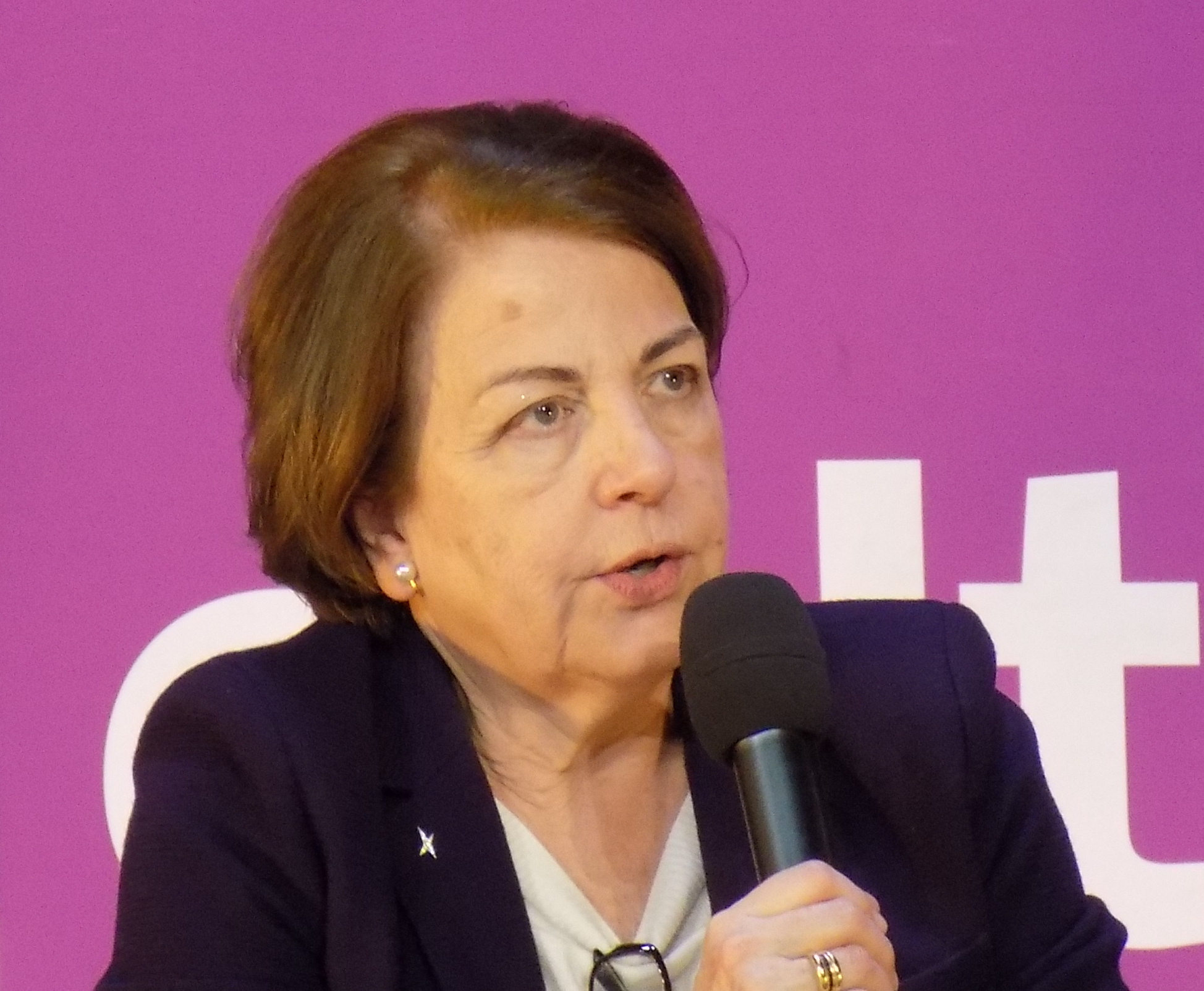
Anny Chantal Levasseur-Regourd (2015)

Anny Chantal Levasseur-Regourd (* 16. April 1945 als Anny Chantal Levasseur in Semur-en-Auxois, Département Côte-d’Or; † 1. August 2022 in Neuilly-sur-Seine, Département Hauts-de-Seine) war eine französische Astronomin und Astrophysikerin.
1986 war Levasseur-Regourd bei der Giotto (Sonde) insbesondere für das Optical Probe Experiment (OPE) als Principal Investigator des CNRS verantwortlich.
Auch bei der Rosetta-Mission (1992–2016) der ESA war sie als Expertin für Kometen in verschiedenen Gremien auf nationaler, europäischer und internationaler Ebene involviert.
Sie war 1977 eine Weltraum-Kandidatin für die ESA.
2013 wurde Levasseur-Regourd Offizier der Ehrenlegion.
Nach ihr ist der Asteroid (6170) Levasseur benannt.
Anny Chantal Levasseur-Regourd starb am 1. August 2022 im Alter von 77 Jahren in Neuilly-sur-Seine bei Paris.